# Hitman 2: Silent Assassin
Hitman 2: Silent Assassin es un videojuego de acción en tercera persona y sigilo desarrollado por la compañía IO Interactive y publicado por Eidos Interactive en 2002. Es el segundo videojuego de la saga Hitman. Es la secuela de Hitman: Codename 47 y su sucesor fue Hitman: Contracts, lanzado en 2004.

## Trama
El Agente 47 se ha retirado a una iglesia en Sicilia a buscar paz. Durante su tiempo en la iglesia, él trabaja como jardinero para el sacerdote, el Padre Vittorio. 47 ve al Padre Vittorio como su mejor amigo y mentor, asistiendo regularmente a confesar sus pecados. El sacerdote entiende que 47 ha matado a muchos, pero cree que es bueno en el corazón. 
Un día, después de confesarse, el Padre Vittorio es secuestrado y es dejada una nota de rescate para 47, exigiendo 500.000 dólares en dos días. 47 decide volver a su antiguo trabajo como asesino para localizar al Padre Vittorio. Se pone en contacto con su agencia, que lo creían muerto, y hace un trato con su contacto, Diana. Trabajará para ellos si la agencia le puede ayudar a localizar al Padre Vittorio. Ellos aceptan la oferta.
Diana informa a 47 que el Padre Vittorio fue secuestrado por un capo mafioso siciliano llamado Giuseppe Giuliano. El hombre tiene preso al sacerdote en una celda en su mansión, en Villa Borghese. 47 se infiltra y mata a Giuliano, pero no encuentra a su amigo. Más tarde le dicen que una imagen de satélite muestra que el Padre Vittorio fue llevado por "tipos uniformados con aspecto de rusos".
47 trabaja con la Agencia para pagar su intento de encontrar a Vittorio. Después de que ambas partes están satisfechas de que el acuerdo ha sido cumplido, 47 negocia un aumento de sueldo y sigue aceptando contratos. Viaja a diferentes países, incluyendo Rusia, Japón, Afganistán, Malasia e India, para llevar a cabo sus misiones, asesinando a los objetivos asignados que van desde terroristas y jefes del crimen a agentes y generales enemigos. Finalmente 47 abandona su búsqueda de Vittorio, creyendo que estaba muerto.
47 finalmente se entera de que todo el asunto era un engaño de un hombre llamado Sergei Zavorotko, que es una figura importante en el crimen organizado ruso. También tiene vínculos con el gobierno y el ejército rusos. Sergei era un cliente de la Agencia para los cuales 47 había estado trabajando durante todo el tiempo. Sergei había contratado a 47 para matar a toda la gente que sabía todo lo relacionado con una bomba nuclear que había adquirido. Sergei era también el hermano de Arkadij Jegorov, uno de los "cinco padres" de 47. Sergei cree que 47 le dijo a la ONU sobre el dispositivo, y organiza un asesinato. 47 entonces recibe la tarea de la ONU de matar a Sergei, pero en realidad es una trampa. El cliente actual es Sergei, e intenta utilizar a 17, otro clon de 47 para matarlo. 47 después mata a 17.
Finalmente, 47 persigue a Sergei de vuelta en la iglesia de Sicilia, donde tiene como rehén al aterrorizado Padre Vittorio. Después de una batalla con los hombres de Sergei, 47 acaba matando a Sergei. Vittorio le da su crucifijo al Agente 47, para pedirle que siga el camino correcto y encuentre la paz en su vida de acuerdo a su alma interior. El Agente 47 da un último vistazo al Padre Vittorio y sale de la iglesia, colgando el crucifijo en la puerta de madera de la iglesia. Se da cuenta de que nunca encontrará la paz allí, y vuelve a una vida como asesino a sueldo.
Finalmente se encuentra con el doblaje de los personajes, totalmente en castellano.

## Jugabilidad
Incluye misiones basados en la jugabilidad y presenta desde su perspectiva en tercera persona, lo que opcionalmente puede cambiar en modo primera persona. En cada nivel, el protagonista principal, un asesino de contratos llamado Agente 47, en que dan una serie de objetivos para completar. Ciertos niveles requieren el asesinato de uno o más personas. La forma en que se completan las misiones depende del jugador, y a menudo hay una variedad de formas de completar misiones. En lugar de adoptar un enfoque agresivo y orientado a la acción, también se pueden colocar trampas, como envenenar una bebida, para acabar con el objetivo en silencio. Algunas misiones tienen posibilidades de asesinato únicas para el nivel.
El agente 47 puede encontrar disfraces o quitárselos a una persona incapacitada para mezclarse con su entorno y acceder a áreas restringidas. Esto juega con el sistema de "sospecha"; una barra al lado del medidor de salud en el HUD en que representa la cantidad de sospechas que genera el jugador. Hay múltiples formas de mezclarse de manera más efectiva; por ejemplo, el jugador puede asegurarse de llevar un fusil de asalto AK-47 mientras está disfrazado de soldado ruso. A pesar del uso de un uniforme, estar cerca de otros guardias aumentará la sospecha, ya que tendrán la oportunidad de examinar a 47. Correr, escalar y estar en lugares restringidos son otras formas de generar preocupación.
La tapadera del agente 47 puede ser descubierta si la sospecha es alta, y el disfraz ya no servirá de nada. Es posible cambiar entre múltiples disfraces a lo largo del nivel.
La mecánica utiliza el concepto de un sistema de clasificación posterior a la misión, en el que el jugador recibe un estado basado en cómo completó la misión, clasificado a lo largo de un eje sigiloso-agresivo, entre "Asesino silencioso", un jugador sigiloso que logra completar el nivel sin ser notado y solo matando a dos personas que no apuntan excluyendo los objetivos previstos, y "Asesino en masa", un jugador no sigiloso que mata a todos. El juego recompensa al jugador por el pensamiento crítico y la resolución de problemas, alentando al jugador a no tratar el juego como un simple juego de disparos. Alcanzar el estado de "Asesino silencioso" en múltiples misiones recompensa al jugador con armas adicionales. Estas armas, además de los elementos que se encuentran en los niveles anteriores, se pueden transferir a los futuros, lo que permite diferentes medios para realizar las tareas. Las armas grandes como rifles y escopetas no se pueden ocultar, por lo que el jugador debe usar un disfraz apropiado para que coincida con el arma o asegurarse de que nadie vea que el jugador la usa.

## Desarrollo
Una de las principales quejas que hicieron los críticos sobre el primer juego fue que era inaccesible para la mayoría de los jugadores debido a su naturaleza hostil, que presentaba un juego difícil y un sistema de puntos de control roto. Se realizaron mejoras en el juego mediante la IA y muchos niveles se hicieron más pequeños y más enfocados. Artículos adicionales estarían disponibles en la segunda entrega, incluyendo cloroformo para derribar enemigos en silencio y una ballesta que podría matar a los oponentes en silencio. La historia inicial del juego tendría lugar después de los eventos del primer juego. Después de escuchar los cambios planeados para Hitman 2, PC Gamer declaró en diciembre del 2001 en que "Hitman 2 debería ser todo lo que deseábamos de su predecesor, y eso nos da muchas esperanzas."

## Recepción
Hitman 2: Silent Assassin recibió reseñas "generalmente positivas", según el agregador de reseñas Metacritic. GameSpot le dio un puntaje de 8.6/10, diciendo que esto "soluciona prácticamente todos los problemas de su predecesor" y todavía sigue como un juego "pendiente". Electronic Gaming Monthly calificó a Hitman 2 para la versión de Nintendo GameCube con un puntaje de 7/8/8.5: criticó su inteligencia artificial y los informes de la misión, pero dijo que "cada vez que esquivé las probabilidades inconmensurables y di el golpe mortal crucial a Hitman 2 y fue brevemente una explosión"; el tercer crítico lo resumió como "un título de aventura atractivo que recompensa a los jugadores pacientes".
A pesar del puntaje 7/8/8.5 calificado por Electronic Gaming Monthly, la portada del lanzamiento de GameCube dice "9/10 Electronic Gaming Monthly Gold Award". Esta puntuación se toma erróneamente de la revisión de la revista de la versión de PlayStation 2. Cuando Electronic Gaming Monthly se enfrentó al problema, Eidos dijo que eliminaría la partitura en futuras ediciones.
Hitman 2 ha vendido más de 3,7 millones de copias hasta el 23 de abril de 2009. En julio de 2006, la versión para PlayStation 2 de Hitman 2 había vendido 1,1 millones de copias y ganado 39 millones de dólares en Estados Unidos. Next Generation lo clasificó como el 47.º juego más vendido lanzado para PlayStation 2, Xbox y GameCube entre enero de 2000 y julio de 2006 en ese país. Las ventas combinadas de consolas de los juegos Hitman lanzados en la década de 2000 alcanzaron los 2 millones de unidades en los Estados Unidos en julio de 2006. Los lanzamientos para Xbox y PC recibió cada uno un premio de ventas "Plata" del Entertainment and Leisure Software Publishers Association (ELSPA), indicando ventas de al menos 100.000 copias por versión en el Reino Unido. ELSPA le dio al lanzamiento del juego para PlayStation 2 una certificación de "Platinum" por ventas de al menos 300.000 ejemplares en la región.
Hitman 2 fue nominado para Computer Gaming World en 2002 como medalla de "Juego de acción del año", que finalmente fue a Medal of Honor: Allied Assault. Los editores escribieron, "Hitman 2 es una gran mejora con respecto al original, y es uno de los mejores juegos del año pasado en cualquier género." GameSpot presentó el juego con su premio anual "Secuela más mejorada en PC". También fue nominado los premios para "Mejor música en PC" de GameSpot, "Mejor juego de acción para un jugador en PC", "Mejor música en Xbox", "Mejor sonido en PlayStation 2", "Mejor música en PlayStation 2" y "Mejor juego de acción y aventuras en Xbox".

### Controversia
El lanzamiento del juego generó controversia debido a un nivel que presentaba el asesinato de sijes dentro de una representación de su lugar más sagrado, el templo dorado, donde cientos de sijes fueron masacrados en 1984. En respuesta, el nivel fue editado de las versiones de Microsoft Windows y GameCube de Silent Assassin, eliminando todas las referencias relacionadas con sij.